# Robert Fisk

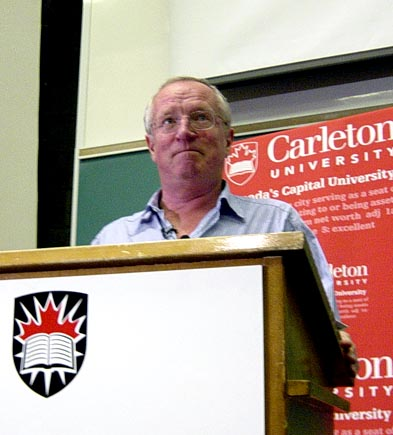
Robert Fisk v průběhu přednášky na univerzitě v Carletonu v roce 2004

Robert Fisk (12. července 1946, Maidstone, Spojené království - 30. října 2020, Dublin, Irsko) byl britský novinář, který píše pro britské noviny Independent. Od roku 1970 se věnuje reportážím z míst, kde zuří války a konflikty (1970 - Belfast, 1974 - revoluce v Portugalsku, 1975-1990 - občanská válka v Libanonu, 1979 - revoluce v Íránu, 1980-1980 - íránsko-irácká válka, 1991 - válka v Iráku, 2003 - druhá válka v Iráku). Kromě novinových článků vydal také několik knih. Již 25 let žije v Bejrútu v Libanonu.
Je držitelem celé řady ocenění včetně prestižní britské novinářské ceny British International Journalist of the Year award („Mezinárodní žurnalista roku“). Toto ocenění obdržel sedmkrát.
Fisk píše své články přímo z bojiště, často nasazuje vlastní život a neváhá cestovat do ohniska největších konfliktů. V roce 2003 psal své denní reportáže přímo z hotelu z Bagdádu v době, kdy byl Bagdád bombardován a všichni ostatní reportéři město buď opustili, nebo se skrývali v bezpečí americké zelené zóny.
Ve svých reportážích spojuje Fisk dokonalou znalost prostředí, arabské kultury a jazyka s dobrým pozorovacím talentem a smyslem pro detaily, je humánní a lidský. Je rovněž otevřeným kritikem americké a izraelské neokonzervativní politiky.
Říká, že: „povinností novináře je vzdorovat autoritě vlády, zvlášť když nás politici zatahují do války“ a odvolává se na výrok izraelské novinářky Amiry Hassové: „Existuje nedorozumění, že žurnalisté mohou být objektivní… Ale skutečná práce novináře spočívá v monitorování moci a center moci.“
Kromě práce v terénu působí i v některých britských denících. Například jeho ironický článek, kritizující operaci Lité olovo byl publikován známým britským deníkem The Independent.

## Vzdělání a první pracovní úspěchy
Robert Fisk vystudoval univerzitu v Lancasteru (specializace angličtina a klasická studia - tzn. kulturní dějiny antické doby) a získal doktorské vzdělání (PhD) v politických vědách na Trinity College v Dublinu v roce 1985. Pracoval jako korespondent The Times v Belfastu a poté v Portugalsku. V letech 1976-1988 byl korespondentem pro Střední východ. Od roku 1989 pracuje jako korespondent britského deníku Independent.
Byl jedním z prvních žurnalistů, kteří navštívili utečenecké tábory Sabrá a Šatíla po masakru spáchaném libanonskými falangisty v roce 1982. Věnoval se arabsko-izraelskému konfliktu, pokrýval svými reportážemi válku v Kosovu a byl také jedním z mála západních novinářů, kteří osobně vedli interview s nejhledanějším teroristou všech dob, Usámou bin Ládinem (Fisk s ním dělal rozhovor dokonce třikrát).

## 11. září 2001
Fisk považoval útok z 11. září 2001 za zločin proti lidskosti. Nikdy nezpochybňoval oficiální verzi. Zastává názor, že za útokem je skutečně al-Káida, a že to udělala na protest proti americké politice na Středním východě, zvláště pak na protest proti slepé americké podpoře státu Izrael. Odmítá ale Bushovo vysvětlení, že k útoku došlo, protože fanatičtí muslimové nenávidí americké svobody.

## Napaden a poraněn
Krátce po americkém útoku na Afghánistán v roce 2001 se přesunul do Pákistánu, aby odtamtud podával zprávy o probíhajícím konfliktu. Zde byl napaden a krvavě zbit skupinou afghánských utečenců (a současně zachráněn jiným afghánským utečencem). Po nějakou dobu se tak sám stal obětí, o kterých tak často psal ve svých reportážích.
Ve svém pozdějším článku v Independent Fisk napsal: „Nemohu ty lidi obviňovat za to, co mi udělali. Jejich brutalita byla výsledkem jiné brutality. Byla produktem někoho jiného… nás. To my jsme je zásobili zbraněmi a postavili je do války proti Rusům. Byli jsme to my, kdo vyvolali občanskou válku a znovu je vyzbrojili a zaplatili jim a vnutili jim válku civilizací a pak jsme vybombardovali jejich domy, roztrhli jejich rodiny a nazvali to vše „vedlejší ztráty“.
Novinář Andrew Sullivan v reakci na to později sice odsoudil útok na Fiska, ale nazval Fiskův postoj „klasickým kouskem levicové patologie“.

## Irák 2003
V průběhu nejintenzivnějšího bombardování Bagdádu byl Robert Fisk přímo v centru bombardování, navštěvoval nemocnice, hovořil s místními lidmi. Později byl svědkem rabování iráckých muzeí a knihoven i nečinnosti amerických posádek. Otevřeně kritizoval jiné žurnalisty za jejich „hotelové reportáže“ psané z bezpečí. Tvrdil, že nemají kontakt s tím, co se děje, a nemohou popsat skutečnou atmosféru v Bagdádu těchto dnů.

## Ocenění a uznání
- Dvakrát obdržel ocenění Amnesty International „Amnesty_International Amnesty International UK Press Awards“, poprvé v roce 1998 za reportáž z Alžírska, podruhé v roce 2000 za články o bombardování Jugoslávie v roce 1999.
- Sedmkrát obdržel britskou novinářskou cenu „British International Journalist of the Year award“.
- Dvakrát mu bylo uděleno ocenění reportér roku.
- V roce 2004 byl jmenován čestným doktorem práv (honoris causa) na univerzitě St. Andrews.
- V roce 2006 jmenován čestným doktorem politických věd na belgické univerzitě „Universiteit Gent“ (Univerzita v Gentu).

## Kritika
- Fisk se díky svému nesmlouvavému kritickému postoji stal terčem mnoha útoků. Někteří blogéři dokonce zavedli pojem fiskovat - míněno klást argumenty způsobem Roberta Fiska. Sám Fisk jednou napsal, že dostává množství nenávistných emailů, dokonce mu vyhrožují zabitím.
- Herec John Malkovich veřejně vyhlásil v roce 2002, že by Fiska zastřelil spolu s britským politikem Georgem Gallowayem.
- Fiskův kolega z konkurenčního Guardianu, Simon Hoggart, obviňuje Fiska z přílišného pesimismu po událostech z 11. září 2001 (za to, že Fisk předpovídal, že reakce Západu na tyto události Západ přivedou do mimořádně vážných problémů)
- Noviny New York Times zkritizovaly Fiskovu knihu The Great War for Civilisation, napsaly, že Fisk není dostatečně informován o Izraeli, že neprofesionálně prosazuje své názory a že dovoluje svým argumentům, aby se topily v jeho (Fiskově) perspektivě.

## Publikace
- Seznam děl v Souborném katalogu ČR, jejichž autorem nebo tématem je Robert Fisk
- The Point of No Return: the strike which broke the British in Ulster (1975). Londýn: Times Books/Deutsch. ISBN 0-233-96682-X
- In Time of War: Ireland, Ulster and the Price of Neutrality, 1939-1945 (1996). Londýn: Gill & Macmillan. ISBN 0-7171-2411-8 — (poprvé vydáno v roce 1983).
- Pity the Nation: Lebanon at War (třetí edice 2001). Londýn: Oxford University Press; xxi, 727 stránek. ISBN 0-19-280130-9 — (poprvé vydáno v roce 1990).
- The Great War for Civilisation - The Conquest of the Middle East; (říjen 2005) Londýn. Fourth Estate, xxvi, 1366 stránek. ISBN 1-84115-007-X

### Audio
- Večer s Robertem Fiskem, mp3 nahrávka z 7. dubna, 2006 na The New York Society for Ethical Culture
- Robert Fisk hovoří s Amy Goodman, natočeno v Santa Fe 21. září 2005

### Video
- Robert Fisk hovoří o budoucnosti v Iráku, CBC News: The Hour, 5. prosince 2005
- Robert Fisk hovoří o svých zkušenostech z práce reportéra v Iráku, CBC News: The Hour, 6. prosince 2005.
- Robert Fisk hovoří o své knize, „The Great War for Civilisation: The Conquest of the Middle East“ YouTube
- Peace, Propaganda and the Promised Land: Media & the Israel-Palestine Conflict, režie Sut Jhally a Bathsheba Ratzkoff (2003), doprovodné komentáře Roberta Fiska

### Tisk
- Man of war - reportáž o Fiskovi z jeho libanonského bydliště - 13.4.2008, The Observer
- The Independent - noviny, pro které Fisk píše
- Robert-Fisk.com neoficiální archiv Fiskových článků (delší dobu bez aktualizace)
- Fiskova láska k filmu
- Z Magazine
- Výběr některých článku roberta Fiska
- interview se CBC z 3. prosince 2005
- „Reflecting on war“[nedostupný zdroj] - interview s Arabian Business magazine z 18. prosince 2005
- Salon.com - obsáhlý rozbor Fiskovy knihy The Great War for Civilisation
- The War in Quotes by Alan Jacobs (The Weekly Standard) 14, dubna 2003
- Norton, Augustus Richard, (19. ledna 2006) „Pity the Region“ Archivováno 10. 7. 2009 na Wayback Machine., The Nation. - další rozbor knížky The Great War for Civilisation.